# Udon Thani
Udon Thani (thai: อุดรธานี) är en stad i regionen Isan i nordöstra Thailand, med omkring 247 000 invånare (år 2005). Staden är administrativt centrum i provinsen Udon Thani. Staden ligger cirka 600 kilometer nordöst om Bangkok, och är förbunden med denna via flyg och fyrfilig motorväg. Udon Thani ligger vidare cirka 50 kilometer från "Vänskapsbron" över Mekong till Laos i norr. Huvudnäringen i området är lantbruk (ris och socker är vanliga grödor). Odling av gummiträd förekommer också i området, och är en växande näring.
Området var bebott redan 6000 år f.Kr. Thailands äldsta boplats, Ban Chiang, ligger cirka 50 kilometer öst om Udon Thani. Länge var området behärsket av Laos (Lan Xha-riket) eller Khmerriket. På 1700-talet var området under burmesisk dominans. Kung Taksin införlivade området i Thailand år 1772. Staden Udon Thani grundades i slutet av 1700-talet av prins Prajak Sillapakhom, en son till kung Mongkut. Staden växte kraftigt i och med Vietnamkriget genom att USA tilläts placera flygflottiljer här.